# Tempelj Brihadisvara v Thandžavurju
Tempelj Brihadišvara, ki ga je njegov graditelj imenoval Radžaradžesvaram (dob. 'Gospodar Radžaradža') in lokalno poznan kot Thandžai Perija Kovil (dob. Thandžavurski veliki tempelj) in Peruvudaijar Kovil, je šaivitski hindujski tempelj zgrajen v arhitekturnem slogu Čola, na južnem bregu reke Cauvery v Thandžavurju, Tamil Nadu, Indija. Je eden največjih hindujskih templjev in primer tamilske arhitekture. Imenuje se tudi Dakšina Meru (Meru juga). Tempelj, ki ga je zgradil cesar Čola Radžaradža I. med letoma 1003 in 1010 n. št., je del Unescove svetovne dediščine, znane kot Veliki živi templji Čola, skupaj s templjem Gangaikonda Čolapuram iz obdobja Čola in templjem Airavatesvara, ki sta približno 70 kilometrov oziroma 40 kilometrov na severovzhodu.
Prvotni spomeniki tega templja iz 11. stoletja so bili zgrajeni okoli jarka. Vključeval je gopuro, glavni tempelj, njegov ogromen stolp, napise, freske in skulpture, ki so bile pretežno povezane s šivaizmom, pa tudi vaišnavizmom in šaktizmom. Tempelj je bil v svoji zgodovini poškodovan in nekatere umetnine zdaj manjkajo. Dodatna mandapa in spomeniki so bili dodani v stoletjih, ki so sledila. Tempelj zdaj stoji sredi utrjenega obzidja, ki so ga dodali po 16. stoletju.
Stolp vimana nad svetiščem, zgrajen iz granita, je eden najvišjih v južni Indiji. Tempelj ima masivni prakaram (hodnik) s stebriščem in eno največjih Šiva lingam v Indiji. Slovi tudi po kakovosti svoje skulpture, pa tudi kot lokacija, kjer so v 11. stoletju naročili medeninasto Nataradžo, Šivo kot gospodarja plesa. Kompleks vključuje svetišča za Nandi, Parvati, Murugan, Vinajagar, Sabhapati, Dakšinamurti, Čandikešvar, Varahi, Thiyagaradžar iz Thiruvarurja, Sidhar Karuvorar in druge. Tempelj je ena najbolj obiskanih turističnih znamenitosti v Tamil Naduju.

## Poimenovanje
Radžaradža Čola, ki je naročil tempelj, ga je poimenoval Radžaradžešvaram (Rajarājeśvaram), dobesedno 'tempelj boga Radžaradže'. Kasnejši napis v svetišču Brihannajaki imenuje tempeljsko božanstvo Perija Udaija Najanar, kar je videti kot vir sodobnih imen Brihadisvara in Peruvudaiyar Kovil.

## Lokacija
Tempelj Peruvudaijar stoji v mestu Thandžavur, približno 350 kilometrov jugozahodno od Čenaja. Mesto je dnevno povezano z drugimi večjimi mesti z omrežjem indijskih železnic, avtobusnih storitev Tamil Nadu in državnih cest 67, 45C, 226 in 226 Extn. Najbližje letališče z rednimi linijami je mednarodno letališče Tiručirapali (IATA: TRZ), približno 55 kilometrov stran.
Mesto in tempelj, čeprav v notranjosti, sta na začetku delte reke Kaveri, torej z dostopom do Bengalskega zaliva in preko njega do Indijskega oceana. Skupaj s templji je tamilsko ljudstvo v 11. stoletju dokončalo prvo večje namakalno omrežje za poljedelstvo, za pretok blaga in za nadzor pretoka vode skozi mestno središče.

## Zgodovina
Spekter slogov dravidskih templjev se je še naprej razvijal od 5. do 9. stoletja med vladavino obdobja Čalukja, kot je razvidno iz Aihole, Badami in Pattadakal, nato pa z obdobjem Palava, kot je priča v Mamalapuramu in drugih spomenikih. Med letoma 850 in 1280 so se pojavili Čola kot prevladujoča dinastija. V zgodnjem obdobju Čola je bil večji poudarek na zagotavljanju njihovih geopolitičnih meja in manjši poudarek na arhitekturi. V 10. stoletju so se znotraj imperija Čola pojavile značilnosti, kot so večplastni stebri s štrlečimi kvadratnimi kapiteli. George Michell pravi, da je to nakazalo začetek novega sloga Čola. Ta južnoindijski slog je najbolj v celoti realiziran v obsegu in podrobnostih v templju Brihadešvara, ki ga je med letoma 1003 in 1010 zgradil kralj Čola Radžaradža I.

### Dozidave, obnove in popravila
Glavni tempelj skupaj z gopurami je iz zgodnjega 11. stoletja. Tempelj je v naslednjih 1000 letih doživel tudi dodatke, prenove in popravila. Popadi in vojne, zlasti med muslimanskimi sultani, ki so nadzorovali Madurai, in hindujskimi kralji, ki so nadzorovali Thandžavur, so povzročili škodo. To so popravile hindujske dinastije, ki so ponovno prevzele nadzor. V nekaterih primerih so vladarji poskušali prenoviti tempelj z obledelimi poslikavami, tako da so naročili nove stenske poslikave na starejših. V drugih primerih so sponzorirali dodajanje svetišč. Pomembna svetišča Kartikeja (Murugan), Parvati (Aman) in Nandi so iz obdobja Najaka iz 16. in 17. stoletja. Podobno je bilo kasneje zgrajeno svetišče Dakšinamurti. Dobro so ga vzdrževali Marathas iz Tandžora.

## Opis

### Arhitektura
Načrt in razvoj templja Peruvudaijar uporablja pravila aksialne in simetrične geometrije. Klasificiran je kot Perunkoil (imenovan tudi Madakoil), velik tempelj, zgrajen na višji ploščadi naravne ali umetne gomile. Tempeljski kompleks je pravokotnik, sestavljen iz skoraj dveh kvadratov, ki pokriva 240,79 m od vzhoda proti zahodu in 121,92 m od severa proti jugu. V tem prostoru je pet glavnih delov: svetišče z visoko nadgradnjo (sri vimana), dvorana Nandi spredaj (Nandi-mandapam) in vmes glavna dvorana skupnosti (mukhamandapam), velika dvorana za zbiranje (mahamandapam) in paviljon, ki povezuje veliko dvorano s svetiščem (Antarala).
Tempeljski kompleks vključuje veliko stebričasto in pokrito verando (prakara) na svojem prostornem dvorišču z obsegom okoli 450 metrov za obhod. Zunaj te verande s stebri sta dve ograjeni steni, zunanja je obrambna in so jo francoske kolonialne sile leta 1777 dodale z luknjami za puške, tempelj pa je služil kot arzenal. Naredili so visoko zunanjo steno, ki je izolirala območje kompleksa templja. Na njegovem vzhodnem koncu je prvotni glavni gopuram ali prehod, ki je banjasto obokan. Je manj kot polovica velikosti vimane glavnega templja. Dodatne strukture so bile dodane prvotnemu templju po 11. stoletju, kot je mandapa v njegovem severovzhodnem kotu in dodatni gopurami (prehodi) na njegovem obodu, da so ljudem omogočili vstop in odhod z več lokacij. Nekatera svetišča in strukture so bila dodana v obdobju Pandja, Najaka, Vidžajanagara in Maratha, preden se je začela kolonialna doba, in ti graditelji so spoštovali prvotne načrte in pravila simetrije. Znotraj prvotnega dvorišča templja sta skupaj z glavnim svetiščem in Nandi-mandapamom dve veliki svetišči, eno za Kartikejo in za Parvati. Kompleks ima dodatna manjša svetišča.
Tempelj Peruvudaijar je nadaljeval tradicijo hindujskih templjev v Južni Indiji s sprejetjem arhitekturnih in dekorativnih elementov, vendar je njegov obseg znatno presegel templje, zgrajene pred 11. stoletjem. Arhitekti in obrtniki iz obdobja Čola so prenovili strokovno znanje in izkušnje za povečanje obsega in gradnjo, zlasti s težkimi kamni, in za dokončanje 63,4 metrov visoke visoke vimane.
Tempelj je obrnjen proti vzhodu in je bil nekoč okoli njega vodni jarek. Ta je bil napolnjen. Okoli tega jarka zdaj poteka utrjeno obzidje. Obe steni imata okrašena prehoda, imenovana gopuram. Ti so narejeni iz kamna in okrašenim entablaturo. Glavna vrata so na vzhodni strani. Prva se imenujejo Keralantakan tiruvasal, kar pomeni 'sveta vrata Keralantakana'. Beseda Keralantakan je bila priimek kralja Radžaradže, ki jo je zgradil. Približno 100 metrov naprej je gopura na notranjem dvorišču, imenovan Radžaradžan tiruvasal. Ta so bolj okrašena kot Keralantakan tiruvasal, na primer s reliefom adhišthana, ki pripoveduje prizore iz Purane in drugih hindujskih besedil. Notranja vzhodna gopura vodi do velikega dvorišča, v katerem so vsa svetišča označena v kardinalni smeri vzhod-zahod in severozahod. V kompleks je mogoče vstopiti na eni osi skozi petnadstropno gopuro ali z drugim dostopom neposredno do velikega glavnega štirikotnika skozi manjšo prostostoječo gopuro. Gopura glavnega vhoda je visoka 30 m, manjša od vimane. Glavni spomeniki, povezani s templjem, in veliki stolp so na sredini tega dvorišča. Okoli glavnega templja, ki je posvečen Šivi, so manjša svetišča, ki so večinoma poravnana osno. Ta so posvečena njegovi ženi Parvati, njegovima sinovoma Muruganu in Ganeši, Nandiju, Varahiju, Karuvur devi (guruju Radžaradža Čole), Čandešvari in Nataraji. Nandi mandapam ima monolitnega sedečega bika, obrnjenega proti svetišču. Vmes so stopnice, ki vodijo do verande s stebri in skupnostne dvorane, nato notranja mandapa, ki se povezuje s pradakšina patho ali obhodno potjo. Nandi (bik), obrnjen proti mukh-mandapamu, tehta približno 25 ton. Zgrajen je iz enega samega kamna in meri približno 2 m v višino, 6 m v dolžino in 2,5 m v širino. Nandijeva podoba je monolitna in ena največjih v državi.

### Ohranjanje in restavriranje
Kot spomenik svetovne dediščine tempelj in prostori spadajo pod Arheološki zavod Indije (ASI), ki spada pod ministrstvo za kulturo indijske vlade, da se zagotovi varnost, ohranitev in obnova. Okoliški objekti so bili nadgrajeni, da ustvarijo ambient, vreden veličine tega starodavnega čudesa z razsvetljavo, znaki in objekti za bhakte in obiskovalce. Osvetlitev spomenika je zasnovana tako, da poudari naravno barvo kamna skupaj s kiparskimi oblikami, ki krasijo vse vogale templja. Obnovo je izvedlo indijsko arheološko raziskovanje, ki je za načrtovanje naročilo indijsko arhitektko in oblikovalko Sheilo Sri Prakash [35].

### Sanctum in Sri-vimana
Svetišče je v središču zahodnega trga. Obdajajo ga masivni zidovi, ki so razdeljeni na nivoje z ostro zarezanimi skulpturami in pilastri, ki zagotavljajo globoke zalive in vdolbine. Vsaka stran svetišča ima zaliv z ikonografijo. Notranjost sanctum sanctorum gosti podobo primarnega božanstva Šive v obliki ogromne kamnite linge. Imenuje se Karuvarai, tamilska beseda, ki pomeni "maternična komora". Ta prostor se v drugih delih Indije imenuje garbha griha. Samo duhovniki smejo vstopiti v to najbolj notranjo dvorano.
V tamizhanskem slogu ima svetišče obliko miniaturne vimane. Ima notranjo steno skupaj z zunanjo steno, ki ustvarja pot okoli svetišča za kroženje (pradakshina). Vhod je zelo okrašen. Notranja komora je sanctum sanctorum, v katerem je brihad lingam.
Glavna Vimana (Shikhara) je ogromen 16-nadstropni stolp, od katerih je 13 zoženih kvadratov. Dominira nad glavnim štirikotnikom. Nahaja se nad kvadratom s stranicami 30,18 metrov. Stolp je dovršeno členjen s pilastri, stebri (dvignjena struktura) in pritrjenimi stebri, ki so postavljeni ritmično in pokrivajo vsako površino vimane.

#### Božanstva in Natya Sastra plešejo mudre
Tempelj je posvečen Šivi v obliki ogromne linge, njegove abstraktne anikonične upodobitve. Visok je 8,7 m in zavzema dve nadstropji svetišča. Je ena največjih monolitnih skulptur lingama v Indiji.
Šaivistični tempelj slavi vse glavne hindujske tradicije z vključitvijo primarnih božanstev tradicije vaišnavizma in šaktizma v veliko mandapo glavnega templja. Razporeditev božanstev je na splošno simetrična, razen na vzhodni vhodni strani, kjer so vrata in prehod. Poleg glavnih božanstev ima vsaka stran dvarapala (varuhe) in razne druge skulpture. Preddverje ima tri kamnite skulpture, ki so zapleteno izrezljane, in stenske poslikave. Stene svetišča v pritličju imajo naslednje skulpture:
- Vzhodna stena: Lingodbhava, stoječi Šiva, Pašupata-murti in dve dvarapali, ki obkrožata pot od ardha-mandapama
- Južna stena: Bhikšatana, Virabhadra, Dakšinamurti, Kalantaka, Nataraja[note 3] plus dve dvarapali
- Zahodna stena: Harihara (pol Šiva, pol Višnu), Lingodbhava, Čandrašekhara brez prabhavali, Čandrašekhara s prabhavali, plus dve dvarapali
- Severna stena: Ardhanarišvara (pol Šiva, pol Parvati), Gangadhara brez Parvati, Pašupata-murti, Šiva-alingana-murti, plus dve dvarapali

V drugem nadstropju je prikazana Šivina oblika Tripurantaka v različnih položajih, ki ustrezajo tem skulpturam. Nad temi nadstropji se dviga šri-vimana v trinajstih nadstropjih (talas). Nad temi nadstropji je en sam kvadratni blok granita, ki tehta 80 ton in ima stranico 7,77 metra. Na vrhu tega bloka so na njegovih vogalih pari Nandi, od katerih vsak meri približno 1,98 metra krat 1,68 metra. Nad središčem tega granitnega bloka se dvigajo griva, sikhara in zaključek (stupi) tamilske hindujske tempeljske arhitekture. Ta stupi je visok 3,81 metra in je bil prvotno prekrit z zlatom (ni več). Sikhara na vrhu je v obliki kupole in tehta 25 ton. Vsako nadstropje tega stolpa je okrašeno s kutami in salami. Arhitektura stolpa s krčenjem kvadratov tega templja se razlikuje od stolpa v templju Čola v Gangaikondasolisvaramu, ker je ta raven v nasprotju s slednjim, ki je ukrivljen. Zaradi razsežnosti sri-vimana je tempelj postal velika znamenitost mesta. Zgornja nadstropna stena hodnika aditale je vklesana z 81 od 108 plesnih karan – položajev Natje Sastre. To besedilo je osnova Bharathanatjama, klasičnega plesa Tamil Naduja. 27 nepredstavljenih karan je praznih kamnitih blokov in ni jasno, zakaj niso bili izklesani. 81 vklesanih položajev nakazuje pomen te klasične indijske plesne oblike v začetku 11. stoletja.
Garbhagriha je kvadratna in stoji na podstavku. Je oblikovana in debelo 0,5 metra. Sestavljena je iz upapithama in adhišthanama, debeline 140 cm oziroma 360 cm.

### Mandapa
Dve mandapi, in sicer maha-mandapa in mukha-mandapa, sta kvadratni tlorisni strukturi, osno poravnani med svetiščem in Nandi mandapo. Maha-mandapa ima na vsaki strani šest stebrov. Tudi ta ima umetnine. Tu sta bronasta Vitankardževa in Radžaradža I., vendar sta bila dodana veliko pozneje. Maha-mandapa je obdana z dvema velikanskima kamnitima dvarapalama. Z mukha-mandapo je povezan s stopnicami. Vhod v mukha-mandapa ima tudi dvarapala. Z mandapo je osem majhnih svetišč za dikpale ali božanstva varuha vsake smeri, kot so Agni, Indra, Varuna, Kubera in drugi. Ti so bili nameščeni med vladavino kralja Čole Radžendra I.
Napisi kažejo, da je to območje imelo tudi drugo ikonografijo iz večjih hindujskih tradicij v času Čola, vendar te zdaj manjkajo. Prvotnih osem svetišč je vključevalo tista za Surja (bog sonca), Saptamatrikas (sedem mater), Ganeša, Murugan, Džjeshtha, Čandra (bog lune), Čandešvara in Bhairava. Podobno je bil v celi zahodne stene ogromen granitni Ganeša, zgrajen v obdobju Radžaradže I., ki pa ga zdaj najdemo v tiruč-čuru-maligai (južna veranda). Od sedmih mater šaktistične tradicije je samo Varahi preživela v zlomljeni obliki. Njene ostanke zdaj najdemo v majhnem modernem opečnem 'svetišču Varahi' na južni strani dvorišča. Izvirna različica drugih skupaj z njihovimi originalnimi svetišči Čola manjka.

### Freske
Tempelj ima spodnjo plast fresk Čola na stenah svetišča vzdolž krožne poti. Te freske, ki pokrivajo strop do tal, je leta 1931 odkril S. K. Govindasami z univerze Annamalai. Slikarji so uporabili naravne pigmente in jih vlili v mokro apnenčasto plast, ko se je strdila. Freske Chola so bile večinoma teme šivijaizma. Ti so bili obnovljeni v letu 2000. Celotna površina fresk Čola je približno 670 kvadratnih metrov, od katerih je bilo okoli 112 kvadratnih metrov (1210 kvadratnih čevljev) odkritih leta 2010 z metodo, ki ohranja obe sliki, tehniko, ki jo je razvil Arheološki zavod Indije. Freske pripovedujejo hindujsko mitologijo. Po Balasubrahmanjamu je večina fresk povezanih s Šivo, vendar freske Čola iz 11. stoletja prikazujejo tudi Višnuja, Durgo in druge, pa tudi prizore kraljeve družine Čola, dvornega in običajnega življenja.
Kasnejše gradnje, dodatki in spremembe templja so zmanjšale količino naravne svetlobe v templju. Freske so bile tako omejeno fotografirane in interpretirane. Sriraman pravi, da popolna slika z boljšo fotografsko opremo kaže, da so bile te zgodovinske interpretacije napačne. Na primer, freska, ki je bila prej interpretirana kot Dakšinamurti Šiva, je pravzaprav posvetni prizor kraljevega guruja, ki meditira pod drevesom banjan. Na drevesu so prikazani pavi, ptice, opice, veverice in sove ter kobra. Živali in ptice so prikazane kot zaskrbljene zaradi kobre, tiste, ki so bližje kači, so prikazane bolj zaskrbljene. Drugi deli plošče podobno prikazujejo dvor, ki posluša svetnika. Drugi prikazujejo ženske v različnih oblekah v različnih plesnih mudrah.
Nekatere poslikave v svetišču in stene v hodu so bile poškodovane zaradi saj, ki so se nanje nanesle nekoč. Zaradi nenehne izpostavljenosti dimu in sajam iz svetilk ter gorenju kafre v sanctum sanctorum v obdobju stoletij so bili nekateri deli Čolinih slik na stenah obvodnega prehoda močno poškodovani. Indijski arheološki zavod je prvič na svetu uporabil svoj edinstven postopek de-štukature za restavriranje 16 Najakovih slik, ki so bile prekrite s 1000 let starimi freskami Čola. Te 400 let stare slike so bile nameščene na ploščah iz steklenih vlaken in razstavljene v ločenem paviljonu.

### Napisi
Stene templja imajo številne napise v tamilski in grantski pisavi. Mnogi od teh se začnejo z zgodovinskim uvodom v običajnem sanskrtu in tamilščini o kralju, ki je to odobril, prevladujoče število pa razpravlja o darilih templju ali osebju templja, v nekaterih primerih prebivalcih mesta. Tempeljski kompleks ima štiriinšestdeset napisov Radžaradže Čole I., devetindvajset napisov Radžendre Čole I., po enega Vikrama Čole, Kulotunge I. in Radžamahendre (Radžendra II.), tri napise verjetnega pandjanskega kralja, dva vladarja Najaka, in sicer Ačjutapa Najaka. in Malapa Najaka.

### Tempeljsko osebje
Napis na severni steni ograjenega prostora iz leta 1011 n. št. podrobno opisuje ljudi, ki jih je tempelj zaposlil in podpiral. Napis navaja njihove plače, vloge in imena. Vključuje več kot 600 imen, vključno z imeni duhovnikov, prižigalcev svetilk, pralcev, krojačev, draguljarjev, lončarjev, mizarjev, nosilcev svetih senčnikov, plesnih gurujev, plesalk, pevcev, glasbenikov in glasbenic, nadzornikov umetnikov, računovodij in drugih. Njihove plače so bile izražene v parcelah zemlje, zato je bila njihova tempeljska zaposlitev verjetno s krajšim delovnim časom.
Tempelj je zaposloval devadase, ki so bili plesalci in pevci nabožnih himn. Med njegovimi številnimi napisi so pogosta darila, ki navajajo, »da zagotovijo čaščenje, hrano za zbor sannjasijev (menihov ali asketov) in za popravila«. Po Georgeu Michellu je bil tempelj Thandžavur v svoji zgodovini pomembna dobrodelna ustanova. Zagotavlja brezplačen obrok za romarje, bhakte in popotnike vsak dan. Ob dnevih hindujskih festivalov so bili ti obroki dovršeni in ko so bili posebej povabljeni in nahranjeni brahmani.

## Uprava
Tempelj trenutno upravlja Babadži Bhonsle, glava kraljeve družine Thandžavur Maratha. Deluje kot dedni skrbnik palače Devasthanam, ki še naprej upravlja 88 templjev Čola, vključno s templjem Brihadešvara. Tamilske skupine so neuspešno vložile peticijo pri vladi Tamil Naduja za preklic teh pravic, saj ni iz rodu Čola ali Tamila. Po besedah enega od protestnikov, ki je po naključju tudi koordinator odbora za povrnitev pravic velikega templja, Babadži Bhonsle prav tako ni zakoniti dedič kraljev Maratha iz Thandžavurja.

## Galerija
Tempelj ima številne skulpture, reliefe in freske:
- Tempelj Brihadišvara, Thandžavur, Tamil Nadu, Indija
- Relief slona na templju Brihadišvara
- Šiva z beraško skledo kot sadhu (menih, Bhikshatana)
- Ardhanarišvara (pol Šiva, pol Parvati), ki simbolizira, da sta moški in ženski princip neločljiva.[43]
- Ganeša je upodobljen tako v glavnem templju kot v ločenem svetišču
- Ločeno svetišče Ganeša s tempeljskim hodnikom zadaj
- Svetišče Subrahmanjar v severnem delu dvorišča. Imenuje se tudi "Murugan", "Kartikeya" ali "Skanda".
- Svetišče Čandešvara. Na desni je stena glavnega templja, zadaj vzhodni gopuram. Čandešvara je meditacijski jogi in svetnik gibanja Najanmar Bhakti.
- Narasimha avatar Višnuja, ki ubija demona, ki preganja ljudi zaradi njihovih verskih prepričanj
- Kip Lakšmi, vaišnavska skulptura, ki je spoštljivo prikazana
- Stenska slika Gadža-lakšmi, še eno umetniško delo na temo vaišnavizma
- Višnujeva skulptura v templju šaivizma
- Relief joge in meditacije; tempelj prikazuje številne posvetne in svetniške prizore.
- Krišna se šali z gopikami tako, da se skriva na drevesu z njihovimi oblačili
- svetišče Nandi
- Skulpture
- Detajl zunanje stene Vimana
- Reliefi, ki krasijo stopnice
- Reliefni detajl
- Reliefni detajl
- Vhod
- Pogled na Vimano
- Levi profilni pogled
- Desni profilni pogled
- Zgodnje ure v Tandžore Perija Koil
- Relief joge in meditacije
- Tamilski napisi v templju Brihadišvara